# Познанский, Юрий Игнатьевич
Юрий (Егор) Игнатьевич Познанский (1801—1878) — русский поэт и переводчик.

## Биография
Из дворян Харьковской губернии; сын штабс-ротмистра. Окончив в 1817 году Московский университетский благородный пансион, учился в Училище колонновожатых в Москве, готовившем офицеров императорской свиты. После кратковременного пребывания в свите Александра I (в чине прапорщика) в 1820 году был командирован на топографическую съемку Лифляндской губернии, продолжил службу в Западных губерниях России (Могилёв, Витебск) и в Киеве. Весной 1826 года приехал в Москву, присутствовал на коронационных торжествах. С 1828 году служил в Петербурге в Генеральном штабе, Гвардейском генеральном штабе, при военном министре. Вращался в литературных кругах; среди его знакомых Н.А. и К. А. Полевые, А. Ф. Воейков,
М. П. Вронченко, А. И. Подолинский, В. И. Карлгоф. Непродолжительное время в начале 1830-х годов находился на Кавказе, вероятно, в Отдельном кавказском корпусе. За подготовленное «Наставление для полевой службы» (1833, 1837) Познанский был награжден орденом Святой Анны 2-й степени. В 1835 году получил в награду за службу 2 тыс. десятин земли. В октябре 1836 года по состоянию здоровья вышел в отставку в чине полковника. Поселился в имении «Белое» Славяносербского уезда, посвятив себя заботам о хозяйстве: разводил фруктовый сад, изобретал и применял на
практике различные сельскохозяйственные машины. Последние годы жил попеременно в Москве, Новочеркасске, в имении зятя в д. Комиссаровке, где и умер 12 ноября 1878 года; погребен там же.
Первые поэтические опыты Познанского, появились в трёх книжках пансионского альманаха «Каллиопа» (1816, 1817, 1820): стихотворения «Благовоспитанное дитя», «Стихи на заданные слова», «Обеты благодарности», «Радость и печаль»; здесь же публиковались многочисленные переводы (с латинского, греческого, английского и французского языков) из Горация, Вольтера («Смерть Цезаря»), Оссиана, Ж. Б. Руссо. Изредка Познанский печатал свои стихи и позднее: «Романс свитского офицера» (1824), «А. К. Крузенштерну, адъютанту графа Толя» (1831), однако никогда не помышлял о писательской славе.
В литературу Познанский вошёл как автор первого стихотворного перевода из А. Мицкевича («Курган Марили» — 1826), опубликованного вскоре после их личного знакомства, состоявшегося в Москве при посредничестве Н. Полевого. Одновременно Познанский обращался и к переводам элегий А. де Ламартина.